# فرغوسونيت
فرغوسونيت هو معدن أرضي نادر من معادن الأكاسيد ويحوي على عدد من العناصر الأرصية النادرة من بينها الإتريوم والنيوبيوم والسيريوم والنيوديميوم.
وصف هذا المعدن أول مرة سنة 1826 من فلهيلم فون هايدنغر من عينات مستخرجة بالقرب من آتاميك في غرينلاند، وأطلق عليه هذا الاسم نسبة إلى الجيولوجي الأسكتلندي روبرت فرغوسون Robert Ferguson of Raith.